# HIV-1 proteáza

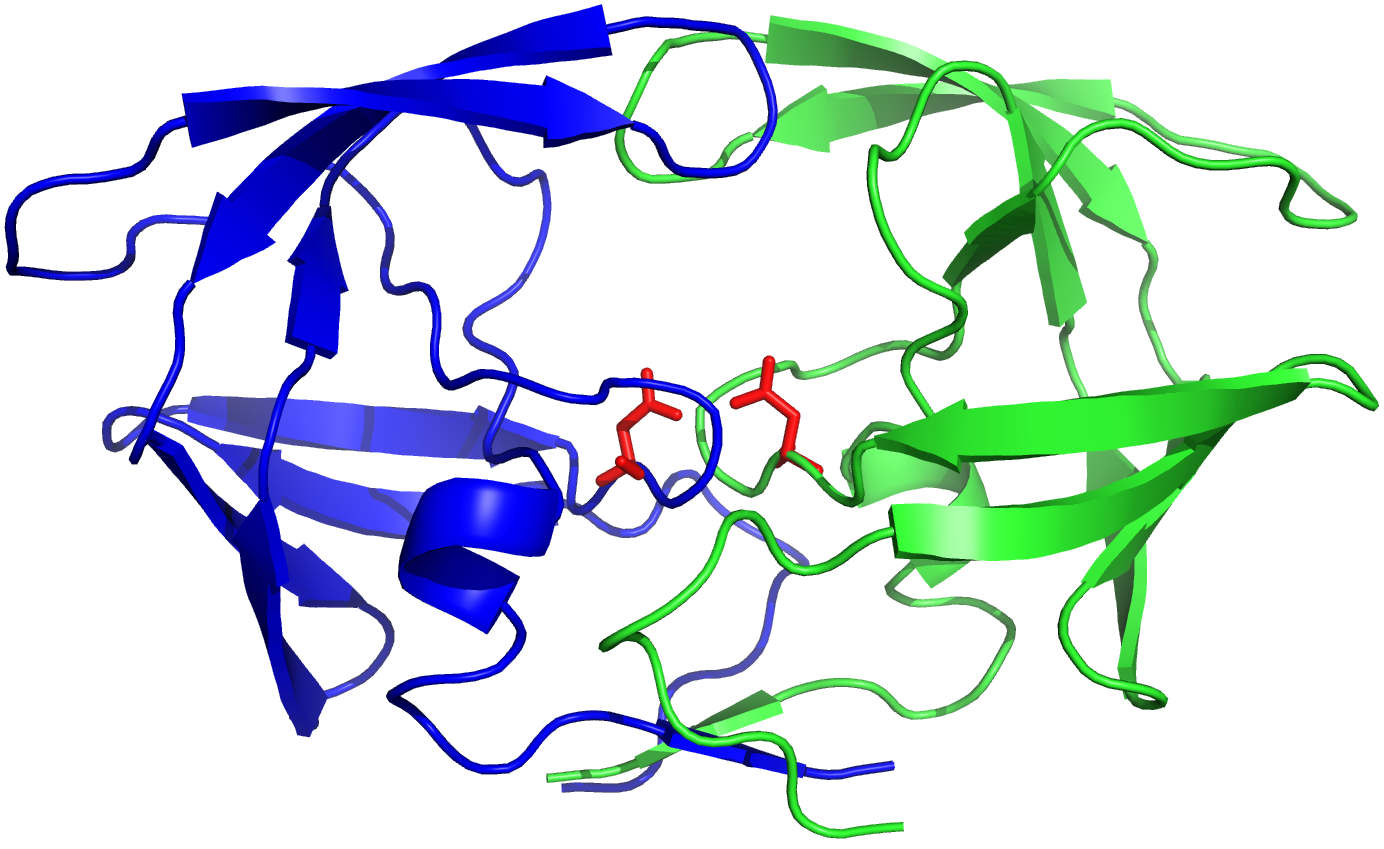
HIV-1 proteáza. Struktura HIV-1 proteazy určená pomocí rentgenové krystalografie (PDB: 1GNO).

HIV-1 proteáza (HIV-1 PR) je retrovirální aspartátová proteáza (retropepsin), enzym, který se podílí na hydrolýze peptidových vazeb v retrovirech a který je nezbytný pro životní cyklus HIV, retroviru způsobujícího AIDS. HIV-1 PR štěpí nově syntetizované polyproteiny (konkrétně Gag a Gag-Pol) na devíti štěpných místech a vytváří zralé proteinové složky virionu HIV, infekční formy viru mimo hostitelskou buňku. Bez účinné proteázy HIV zůstávají viriony HIV neinfekční.

## Struktura
Zralá HIV-1 PR existuje jako homodimer o velikosti 22 kDa, přičemž každá podjednotka se skládá z 99 aminokyselin. Mezi identickými podjednotkami se nachází jediné aktivní místo s charakteristickou sekvencí katalytické triády Asp-Thr-Gly (Asp25, Thr26 a Gly27), která je společná všem aspartátovým proteázám. Protože HIV-1 PR může fungovat pouze jako dimer, obsahuje zralá proteáza dvě aminokyseliny Asp25, jednu z každého monomeru, které působí ve vzájemné kombinaci jako katalytické zbytky. Proteáza HIV má navíc dvě molekulární "chlopně", které se při spojení enzymu se substrátem posunou až o 7 Å. To lze znázornit pomocí animací otevírání a zavírání chlopní.

## Biosyntéza a funkce

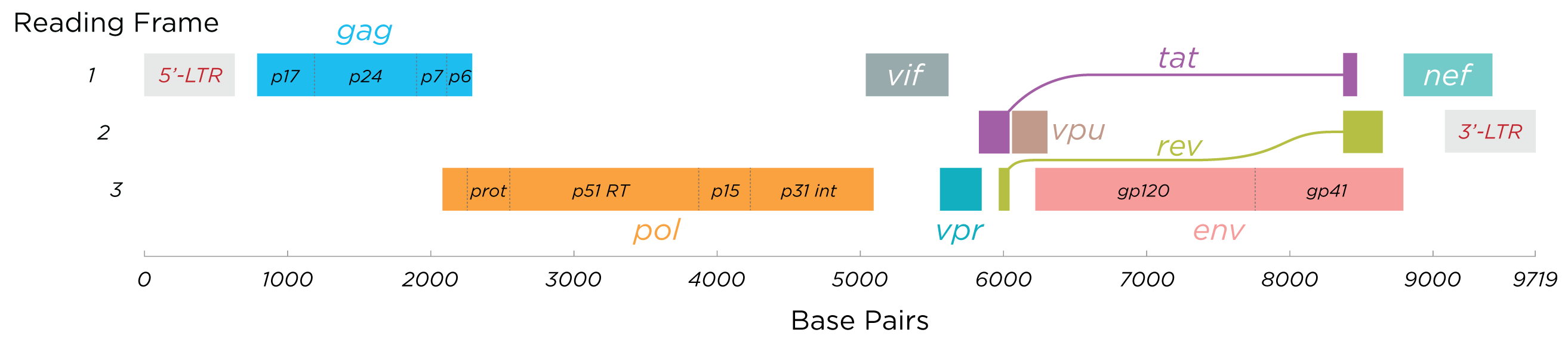
Genom viru HIV-1. Výsledný polyprotein (Gag-Pol) je rozštěpen účinkem oroteáza viru HIV-1 ("prot"), což vede k uvolnění jednotlivých plně funkčních proteinů a k dozrání virové častice HIV-1.

Když se virová RNA dostane do buňky, je doprovázena reverzní transkriptázou, integrázou a zralou HIV-1 PR. Reverzní transkriptáza přeměňuje virovou RNA na DNA, což usnadňuje úlohu integrázy při začleňování virové genetické informace do DNA hostitelské buňky. Virová DNA může buď zůstat neaktivní v jádře, nebo může být přepsána do mRNA a hostitelskou buňkou přeložena do polyproteinu Gag-Pol, který kóduje nezbytné virové proteiny, včetně HIV-1 PR. Proteáza se nachází mezi reverzní transkriptázou (která je na C-konci proteázy) a p6pol (který je na N-konci proteázy). Aby se z tohoto prekurzoru stal funkční protein, musí se každý monomer spojit s jiným monomerem HIV-1 PR a vytvořit funkční katalytické aktivní místo tím, že každý přispěje Asp25 své katalytické triády.

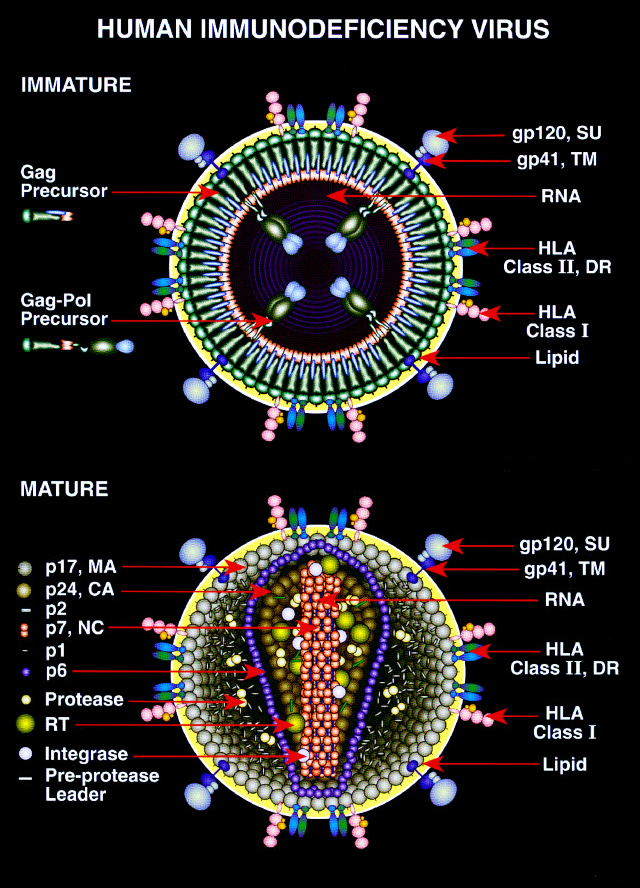
Dozrávání virionu HIV-1. Nezralá a neinfekční virová částice HIV (nahoře) vs. zralá a infekční částice HIV (dole). Účinkem HIV-1 PR dojde k rozštěpení polyproteinu Gag-Pol a dozrání virové částice.

HIV-1 PR má dvě funkce: Nejprve prekurzor HIV-1 PR katalyzuje svou vlastní produkci tím, že usnadňuje své štěpení z polyproteinu Gag-Pol mechanismem známým jako "autoprocessing". Autoprocessing HIV-1 PR je charakterizován dvěma po sobě jdoucími kroky: (1) intramolekulární štěpení N-konce v místě štěpení p6pol-proteázy, které slouží k dokončení zpracování PR a zvýšení enzymatické aktivity nově vytvořeného meziproduktu PR-reverzní transkriptázy, a (2) intermolekulární štěpení C-konce v místě štěpení proteázy-reverzní transkriptázy, které vede k sestavení dvou podjednotek PR do zralých dimerů. Dimerizace obou podjednotek umožňuje vznik plně funkčního, kombinovaného aktivního místa, charakterizovaného dvěma katalytickými zbytky Asp25 (jeden z každého monomeru). Následně pak zralá proteáza je schopna štěpit peptidové vazby na polyproteinu Gag-Pol na devíti specifických místech a zpracovávat výsledné podjednotky na jednotlivé zralé (plně funkční) proteiny. Tyto rozštěpené proteiny, včetně reverzní transkriptázy, integrázy, RNázyH a nově syntetizované HIV-1 PR, jsou kódovány složkami kódující oblasti nezbytnými pro virovou replikaci.

## Mechanismus účinku

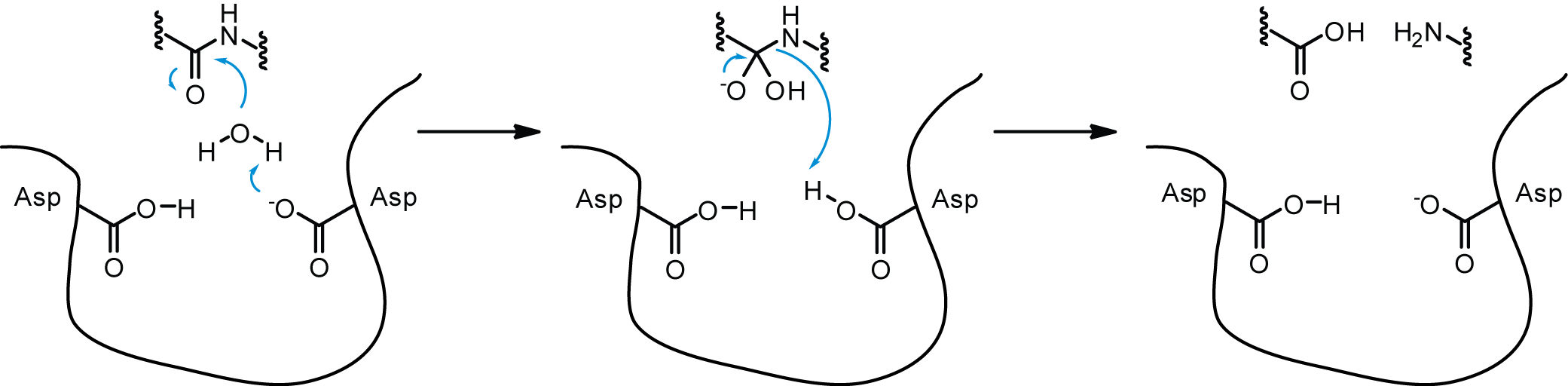
Katalytický mechanismus obecné aspartylové proteázy obsahující dva charakteristické zbytky Asp25 v deprotonované a protonované formě. "Aspartyl proteae mechanism.png"

Jako aspartátová proteáza funguje dimerizovaná HIV-1 PR prostřednictvím komplexu aspartátových skupin, aby mohla provádět hydrolýzu. Ze dvou zbytků Asp25 na kombinovaném katalytickém aktivním místě HIV-1 PR je jeden deprotonovaný, zatímco druhý je protonovaný, a to v důsledku rozdílů pKa od mikroprostředí.
V okamžiku, kdy je substrát správně navázán do aktivního místa enzymu, deprotonovaná katalytická aminokyselina Asp25 podléhá bazické katalýze, čímž se přicházející molekula vody stává lepším nukleofilem tím, že ji deprotonuje. Vzniklý hydroxylový ion napadá karbonylový uhlík peptidové vazby a vytváří meziprodukt s přechodným oxyaniontem, který je stabilizován původně protonovaným Asp25. Oxyanion znovu vytvoří dvojnou vazbu, což vede ke štěpení peptidové vazby mezi oběma aminokyselinami, zatímco původně deprotonovaný Asp25 projde kyselou katalýzou, aby předal svůj proton aminoskupině, čímž se aminoskupina stane lepší odstupovou skupinou pro úplné štěpení peptidové vazby a vrátí se do původního deprotonovaného stavu. Tento mechanismus odpovídá obecnému mechanismu účinku všech aspartátových proteáz.
Zatímco HIV-1 PR sdílí mnoho stejných charakteristik jako nevirová aspartátová proteáza, některé důkazy ukázaly, že HIV-1 PR katalyzuje hydrolýzu koordinovaným způsobem; jinými slovy, nukleofilní molekula vody a protonovaný Asp25 současně atakují štěpitelnou peptidovou vazbu během katalýzy.

## HIV proteáza jako terapeutický cíl zásahu

### Farmakoterapie
Proteáza viru HIV, která hraje nedílnou roli při replikaci viru HIV, je jedním z hlavních cílů farmakoterapie. Inhibitory proteázy HIV fungují tak, že se specificky vážou do aktivního místa tak, že napodobují tetraedrický meziprodukt svého substrátu a v podstatě se "zaseknou", čímž enzym vyřadí z činnosti. Virové částice bez aktivní proteázy nemohou po sestavení a pučení dozrát v infekční viriony. Pro léčbu HIV bylo licencováno několik inhibitorů proteázy.
V současné době je Úřadem pro kontrolu potravin a léčiv (FDA) schváleno deset inhibitorů HIV-1 PR: indinavir, saquinavir, ritonavir, nelfinavir, lopinavir, amprenavir, fosamprenevir, atazanavir, tipranavir a darunavir. Mnohé z inhibitorů mají různé molekulární struktury, a tím i různé mechanistické účinky, například blokování aktivního místa. Jejich funkční role se také rozšiřuje na ovlivňování koncentrací jiných inhibitorů v oběhu (ritonavir) a na použití pouze za určitých okolností, kdy virus vykazuje toleranci k jiným inhibitorům (tipranavir).

### Evoluce a rezistence
Vzhledem k vysoké míře mutací retrovirů, zejména v oblastech citlivých na mutace (a zejména v oblasti obsahující sekvenci katalytické triády), a vzhledem k tomu, že změny několika málo aminokyselin v HIV-1 PR mohou způsobit, že je mnohem méně "citlivá" vůči inhibitorům, může se aktivní místo tohoto enzymu pod selekčním tlakem léčiv inhibujících replikaci rychle měnit.
Se zvyšující se rezistencí k lékům jsou obecně spojeny dva typy mutací: Dva typy mutací jsou spojeny s odolností vůči rezistenci vůči léčivům: "hlavní" mutace a "sekundární" mutace. Hlavní mutace zahrnují mutaci v aktivním místě PR viru HIV-1, která brání selektivním inhibitorům v jeho vazbě. Sekundární mutace se týkají molekulárních změn na periferii enzymu v důsledku dlouhodobého působení podobných chemických látek, které potenciálně ovlivňují specifitu inhibitorů pro HIV-1 PR.
Jedním z přístupů, jak minimalizovat vznik rezistence vůči lékům HIV, je podávání kombinace léků, které inhibují několik klíčových aspektů replikačního cyklu HIV současně, a nikoli jednoho léku najednou. Mezi další cíle farmakoterapie patří reverzní transkriptáza, fúze virionu s membránou, integrace cDNA a sestavení virionu.

## Související
- HIV
- AIDS
- Inhibitory HIV-proteázy